# Zmizelé hasičské auto
Zmizelé hasičské auto (švédsky Brandbilen som försvann) je pátým dílem z desetidílné série Románů o zločinu s hlavním hrdinou 
policejním komisařem Martinem Beckem, od švédské autorské dvojice Maj Sjöwallová – Per Wahlöö. 
Ve Švédsku byla kniha vydána v roce 1969, český překlad Františka Fröhlicha vyšel poprvé 
v roce 1981 (v nakladatelství Odeon). 
Dále v letech 1988 (v nakladatelství Svoboda: v rámci souborného vydání 10 románů o zločinu), 
v roce 2000 v nakladatelství Ikar (v jednom svazku společně s prvním románem Roseanna) a 2007 (Levné knihy). 
Kromě toho román vyšel v letech 1984 a 2011 jako zvukový záznam (Knihovna a tiskárna pro nevidomé K. E. Macana).

## Název
Název českého překladu Zmizelé hasičské auto víceméně odpovídá původnímu švédskému názvu (doslovně bychom možná přeložili spíše jako Hasičský vůz, který zmizel),
s čímž koresponduje i název anglického překladu The Fire Engine That Disappeared (první vydání v roce 1970, nakladatelství Pantheon Books). Naproti tomu v němčině 
(první vydání v roce 1972) román vyšel pod názvem Alarm in Sköldgatan (Poplach ve Sköldgatan), v NDR až v roce 1984 pod nepatrně změněným názvem Alarm in der Sköldgatan.
Název románu je dvojsmyslnný. Jednak Einar Rönn (jeden z členů týmu Martina Becka) celou dobu hledá hračku, docela drahý model hasičského auta,
který koupil synovi k narozeninám a který se hned druhý den záhadně ztratil. Několikrát doslova převrátí byt vzhůru nohama a nemůže pochopit, 
že jako policista zvyklý dělat domovní prohlídky, ho nemůže najít. Až v samém závěru románu, po několika měsících, mu ho pomůže najít Per Mänsson. 
Především je to však narážka na skutečné hasičské auto, které se „ztratilo“ po nahlášení požáru. Je to nenápadná, ale důležitá indicie, která policistům 
pomůže rozkrýt skutečný průběh činu a jeho pachatele. I proto František Fröhlich, který přeložil polovinu románů, považuje zápletku a důmyslnost 
příběhu v tomto dílu za jednu ze tří nejlepších v celé desetidílné sérii (vedle Záhady zamčeného pokoje a 
Nočního autobusu).

## Postavy a jejich vývoj
Stejně jako v ostatních románech o zločinu sledujeme nejen kriminální vyšetřování, ale také osobní osudy hlavních postav, které autoři pečlivě naplánovali
pro všech 10 knih.
Lennart Kollberg má dva roky po svatbě a nedávno se stal otcem, se svou krásnou ženou Gun má dceru Bodil, které v době požáru domu bylo zrovna šest měsíců.
Ase Torellové bylo pětadvacet, dle potřeby Kollbergovým pomáhá s hlídáním dcery, ale jinak má velmi těžké období, před pouhými čtyřmi měsíci vrah zastřelil
jejího snoubence (kriminální asistent Äke Stenström), spolu se všemi ostatním cestujícími, v nočním autobusu. Přesto (nebo právě proto)
se přihlásila do policejní školy. Později jim s hlídáním dcery pomáhá i Ingrid, z čehož je Beck nejprve překvapen, ale později si uvědomí, že už je skoro dospělá.
Ani ne před rokem Martina Becka povýšili, stal se komisařem ve Státní komisi pro vyšetřování vražd.
Martin Beck navštívil svou matku, která se před časem přestěhovala do domova důchodců a měla svátek.
Otec Martinovi zemřel již před mnoha lety. S maminkou rozmlouval také o svých dětěch. Dceři Ingrid v té době bylo již přes 16 let,
byla bystrá a mezi kamarádkami oblíbená. Synovi táhlo na 13, byl líný a uzavřený, před matkou se ale o něm snažil mluvit pozitivně.
Ke konci románu Ingrid oznámila, že v dohledné době chce odejít z domova. Beck věděl, že tato chvíle někdy musí přijít, brzo jí bude 17 let,
ve většině ohledů je to naprosto dospělý člověk a samozřejmě má právo žít svým vlastním životem a utvářet si ho podle svých nejlepších představ.
Také věděl, že toto rozhodnutí si dlouho a důkladně rozmyslela. Přesto ho zpráva zpočátku velmi zaskočila, zatímco manželka ji přijala chladnokrevně a věcně
a syn Rolf se hned radoval, že zabere její pokoj. Ještě více tatínka překvapila, když se ho druhý den zeptala, proč neudělá totéž, proč se neodstěhuje.
Benny Skacke je novopečený kriminální asistent. Ke komisi pro vyšetřování vražd byl přidělen před pouhými dvěma měsíci jako náhrada
za zavražděného Äkeho Stenströma a je ještě o dva roky mladší. Zpočátku ho Beck a zejména Kollberg neberou příliš vážně, oprávněně jim vadí, že je až
přehnaně ambiciózní (v životopise uvedl, že chce být policejním ředitelem), mnohdy zbytečně příliš horlivý a má málo kriminalistických zkušeností.
V druhé části románu však celkem významně přispěje k vyšetřování úmorným pátráním v Sundbybergu.
Per Mänsson (schopný detektiv z Malmö, který se na objasnění případu významně podílel svým pátráním v Malmö a v Kodani, zde ve spolupráci s dánským
policejním inspektorem Mogensenem) musí v závěru vyšetřování přijet do Stockholmu, a když je na návštěvě v rodině Rönna, tak vzpomíná jak se poprvé setkal
se svým otcem, když mu bylo již přes čtyřicet a otci přes sedmdesát. Od té doby se s otcem občas potkává ve městě.

## Děj
V první kapitole policisté vyšetřují jasnou sebevraždu. Sebevrah se jmenoval Ernst Sigurd Karlsson, zvláštní bylo jen to, že na papíře u telefonu 
měl napsané jméno Martin Beck, ale ten o něm nikdy neslyšel. Až mnohem později se ukáže, že i tato sebevražda souvisí s hlavním příběhem románu.  
Gunvald Larsson odešel z kanceláře pozdě večer a protože dočasně vypomáhal také v jiném oddělení se sledováním, zastavil se na předměstí,
kde zjistil, že policista Zachrisson, který hlídal dům se sledovanou osobou, je již úplně zmrzlý. Poslal ho proto na nejbližší policejní stanici,
aby se ohřál a vypil nebo snědl něco teplého a poté se vrátil. Larsson dočasně převzal sledovačku za něj a nechtěně se tak stal hrdinou. 
Dům totiž najednou vyletěl do povětří. Jen zásluhou Larssona byla většina nájemníků z ohně zachráněna, i tak několik osob uhořelo nebo zemřelo později 
na následky popálenin. Mezitím se již vracel Zachrisson, ale když hasiči stále nejeli, poslal ho zpátky, aby je znova přivolal. Sám Larsson utrpěl
lehčí zranění včetně otřesu mozku a byl několik dní v nemocnici.
Zpočátku se skoro všichni (až na Larssona) domnívali, že to byl jen obyčejný požár, byť úmyslně založený. Ale pitva prokázala, že Göran Malm 
(sledovaná osoba) byl v době požáru již mrtvý, divné bylo také, že byl silně ohořelý i na zádech. Největším překvapením ale byly výsledky 
pečlivé forenzní analýzy nepatrných zbytků na spáleništi. Ta prokázala, že do matrace, kde ležel Göran Malm, někdo dal malou časovanou chemickou zápalnou bombu. 
Ve Švédsku byla taková bomba použita poprvé, známo bylo jen několik podobných případů z Francie.
Pátrání se rozběhlo naplno. 
Göran Malm byl součástí velké organizovaná bandy, která kradla automobily a možná je také pašovala do ciziny. Do ní patřil také jeho kamarád Bertil Olofsson.
Gunvald Larsson navíc vypátral, že Max Karlsson (další nájemník z vyhořelého domu) kšeftoval s drogami, ale jeho šéfem byl také Olofsson. 
Ten ale byl už delší dobu nezvěstný. Dlouho nemohli najít téměř žádnou jeho stopu a zpočátku se domnívali, že by to mohl být on, kdo strčil bombu do postele
Görana Malma. Nakonec po něm vyhlásili celostátní pátrání.  
Larsson znovu detailně vyzpovídal Zachrissona a zjistil, že když poprvé volal hasiče, řekli mu, že požár už byl nahlášen jinou osobou a hasičské auto vyjelo.
Obtelefonoval všechna stanoviště hasičů a po delším pátrání zjistil, že na požární stanici obvodu Solna-Sundbyberg někdo nahlásil požár, 
ale hasičské auto na udané adrese žádný požár nenašlo, takže telefonát posléze vyhodnotili jako falešný poplach.
Zatím se mu nepodařilo zjistit, zda hlášení přišlo přes poplachovou ústřednu Velkého Stockholmu nebo po přímé lince ani další podrobnosti,
protože Doris Märtenssonová, která hovor přijala, zrovna odjela na tři týdny na dovolenou do Řecka a do služby nastupuje až 22. dubna.
K nahlášenému požáru vyjela rovněž policejní hlídka, ale bohužel posádku tvořili Kristiansson a Kvant, kteří sloužili v předměstském obvodu Solna.
Tato dvojice se poprvé objevila v druhém románu Muž, který se vypařil a v dalších románech způsobili svou leností a hloupostí mnoho problémů.
Největší asi v následujícím románu Policie pomo pije, kde jim z letiště Arlanda proklouzl podezřelý, který nakonec skutečně byl pachatelem.
Larsson je nechal předvolat, ale nic podstatného se od nich nedověděl.
Nicméně i tak dospěl k závěrům, které byly velmi důležité pro další vyšetřování.
Ve 23.10 oznámila dosud neznámá osoba na požární stanici obvodu Solna-Sundbyberg požár. Jelikož v Sundbybergu se také nachází Okružní ulice,
vyjeli tam hasiči a dle předpisů bylo předáno hlášení o požáru policii a poplachové ústředně oblasti Velkého Stockholmu, aby zbytečně nevyjíždělo více vozů.
Když asi ve 23.15 volal strážník B. Zachrisson, panovalo v ústředně domnění, že jde o stejný požár, a že požární vůz již vyjel a už musí být na místě.
(Skutečně byl, ale na Okružní v Sundbybergu.) Až po druhém telefonu Zachrissona vyjeli hasiči na správné místo ve Stockholmu.
Závěry: Jelikož dům byl střežen, musel být zápalný přístroj umístěn v Malmově bytě nejpozději ve 20.00.
Jen pachatel mohl vědět, že ve 23.10 vypukne požár. Je tedy pravděpodobné, že na požární stanici v Sundbybergu volal on, jinými slovy žhář.
Otázka č. 1: proč volal žhář na jinou požární stanici, než měl?
Myslitelná odpověď: protože se nacházel v Solně nebo Sundbybergu, jakož i proto, že se ve Stockholmu a okolí špatně vyzná.
Otázka č. 2: proč vůbec žhář hlásil poplach na požární stanici?
Myslitelná odpověď: měl v úmyslu zavraždit Malma, ale něchtěl usmrtit nebo zranit dalších deset osob v domě.
Tento aspekt je podstatný, neboť jasně svědčí o pečlivém naplánování a čistě profesionální povaze tohoto zločinu.
V dubnu našli dva kluci v přístavu v Malmö potopené auto. Když bylo pod dohledem Mänssona a Elofssona vyzvednuto jeřábem, zjistili, že v autě je mrtvý člověk,
byl zavražděn a to kulatým kamenem zastrčeným v černé ponožce. Otisky prstů nebylo z mrtvoly možno sejmout, byla již příliš v rozkladu.
V automobilu se nenašel jediný předmět, který by naznačil cokoli o totožnosti zemřelého. Trvalo proto dlouho, než se ji podařilo vypátrat – byl to Bertil Olofsson
a musel být mrtvý nejméně měsíc před požárem. Později Mänsson dokonce vypátral lidi, s kterými se Olofsson v Malmö stýkal, kde bydlel a další důležité podrobnosti,
které vedli k objasnění případu.
Dříve než byla mrtvola identifikována, Larsson navštívil Doris Märtenssonovou, která se vrátila z dovolené. Pamatovala si spoustu podrobností: muž volal z automatu
(slyšela cvaknutí mince) a patrně volal z budky v Sundybergu (kde někde ještě byly staré tabulky s místním číslem požární stanice, jinde již bylo jednotné číslo 9000
na ústřední ohlašovnu požarů pro celý Stockholm a jeho okolí). Mluvil dobře švédsky, ale byl to cizinec, možná Francouz, případně Ital. Benny Skacke proto dostal
za úkol obejít všechny telefonní budky v Sundybergu a na mapě označit ty, kde bylo ještě staré číslo pro hlášení požárů. Nakonec pro jistotu zkontroloval i všechny
budky v sousední Solně, ale tam staré místní číslo již nikde nebylo. Později Skacke mnoho dní navštěvoval všechny domy v okolí budek se starým číslem a (i když
tomu již nikdo nevěřil), nakonec vypátral ženu, která pronajala pokoj muži, který uvedl jméno Alfonse Lasalle a podle ní byl asi Francouz, možná Arab. Získal od ní
i jeho docela slušný popis a dokonce na nábytku našli otisky prstů, které předali Interpolu.
Nakonec tým Martina Becka zjistili následující. Součástí gangu byl i Karlsson, který padělal doklady (kromě toho „na vlastní triko“ kšeftoval s drogami).
Olofsson s Malmem auta kradli, přelakovávali a vybavovali falešnými doklady od Karlssona pro velký mezinárodní zločinecký syndikát,
byly tedy jakousi jeho švédskou filiálkou. Pak ale měli pocit, že dostávají příliš malý podíl na zisku a snažili se centrálu vydírat.
Ústředí se rozhodlo, že se jich zbaví a poslalo na ně z ciziny profesionálního vraha.
Ten se nejprve setkal v Kodani s Olofssonem, trajektem přepluli do Malmö, kde Olofssona zabil a ukryl do auta, které potopil do moře v přístavu.
Když se objevil ve Stockholmu, vyděšený Karlsson sám spáchal sebevraždu (v jasné chvilce ještě zvažoval, že zavolá Beckovi, proto se lístek
s jeho jménem objevil vedle telefonu) a Malmovi dal do postele malou bombu s časovačem.
Přes Interpol přišla z Francie identifikace otisků prstů cizince: vystupoval pod mnoha jmény (Albert Corbier, Alfonse Benette, Samir Riffi, Alfred Laffey,
Auguste Cassin, Auguste Dupont), pravděpodobně je libanonský občan a zdržuje se hlavně ve Francii a v severní Africe. Je to bývalý příslušník OAS a je podezříván z řady zločinů: od pašování drog nebo valut až po nájemné vraždy. Detektivové příliš nevěřili, že by se ve Švédsku ještě někdy objevil, ale
protože pro ústředí gangu je cenný právě svou znalostí švédštiny, vše přece jen předali Interpolu.
O více než měsíc později dostanou dálnopis z Francie, že hledaný cizinec je pravděpodobně na cestě letadlem z Bruselu do Stockholmu a to pod jménem
Samir Malghagh s marockým pasem. Protože Beck byl právě na dovolené, Kollberg zavolal domů ženě (která je podruhé těhotná), že přijde později a sám se spolu Benny Skackem vydali na letiště.
Nechtěli ho ani zatknout (na to měli málo přímých důkazů), jen podrobit výslechu a doufali, že ho vyvedou z konceptu a něco na sebe sám prozradí.
„Zatýkání“ se však zvrtlo a cizinec vytáhnul nůž, který se mu podařilo propašovat tehdy ne tak přísnými kontrolami, a zkušeně se pokusil Kollberga
podříznout. Jen díky parašutistickému výcviku dokázal první útok odrazit, vzápětí však byl vážně zraněn do břicha. Skacke na něj vystřelil.
Oba zranění byli odvezeni v jedné sanitce do mörbyské nemocnice, Kollberg ho cestou pozoroval. Cizinec umírá po příjezdu do nemocnice, Kollberg
si v nemocnici poleží dlouho, ale je mimo ohrožení života a může se těšit na svou krásnou ženu a druhé dítě.

## Filmová adaptace
Román byl zfilmován v roce 1993 ve švédské produkci pod názvem Brandbilen som försvann, tedy shodným se švédským názvem románu. 
Anglická verze byla distribuována pod názvem The Fire Engine That Disappeared, opět shodným s názvem anglického knižního vydání. 
Scénář napsali Rainer Berg a Beate Langmaack, režisérem byl Hajo Gies. 
Roli Martina Becka ztvárnil Gösta Ekman (který tuto postavu hrál v celkem 6 filmech, natočených v letech 1993 až 1994), 
Lennarta Kollberga hrál Kjell Bergqvist, Gunvalda Larssona hrál Rolf Lassgård, Benny Skacke byl ztvárněn Niklasem Hjulströmem,
Einara Rönna zahrál Bernt Ström, policejního ředitele Evalda Hammara zahrál Torgny Anderberg.

## Lokace a reálie
Příběh se z velké části odehrává ve Stockholmu, v nedalekém Sundbybergu a Solně, které jsou součástí Stockholmské aglomerace. 
Reálie ze Stockholmu a Sundbybergu tvoří podstatnou část důmyslně zkonstruované zápletky. Významná část děje se odehrává též v Malmö a v jeho přístavu, menší část v dánské Kodani. 

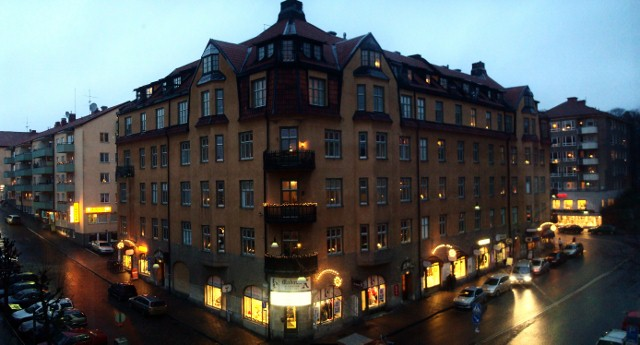
Domy na Sundbyberg
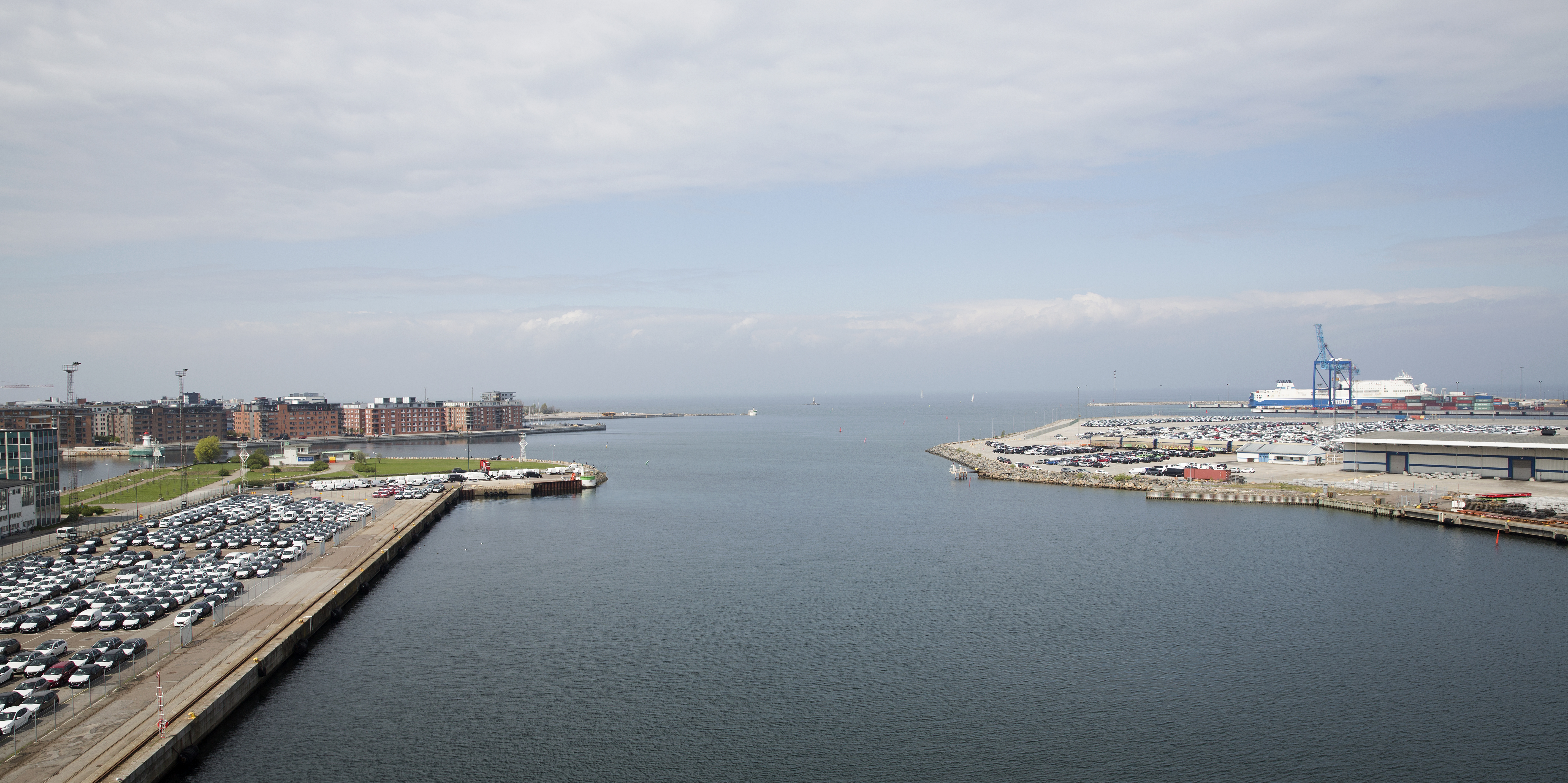
Malmö, přístav
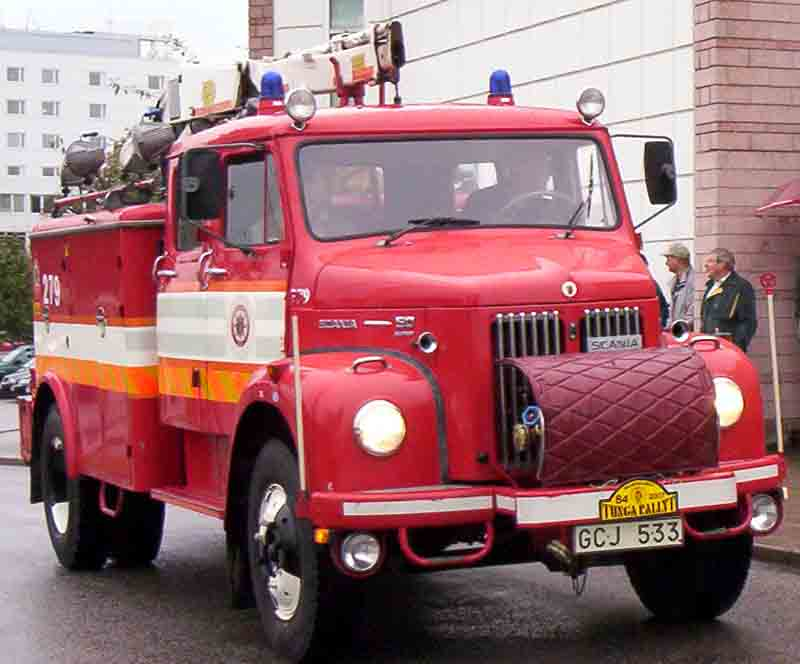
Hasičský vůz Scania L5042120 z roku 1968